# Liste de présidents de l'Union des artistes
Il s'agit de l'Union des artistes du Québec :
- René Bertrand (1937 à 1939)
- Édouard Baudry (1939 à 1941)
- Gérard Delage (1941 à 1954)
- Louis Bélanger (1954 à 1955)
- Mia Riddez (1955 à 1957)
- Jean Duceppe (1957 à 1960)
- Bertrand Gagnon (1960 à 1962)
- Pierre Boucher (1962 à 1966)
- Jean-Paul Jeannotte (1966 à 1972)
- Robert Rivard (1972 à 1974)
- Jean Brousseau (1974 à 1975)
- Robert Rivard (1975 à 1980)
- Louise Deschâtelets (1980 à 1983)
- Yves Létourneau (1983 à 1984)
- Nicole Picard (1984 à 1985)
- Serge Turgeon (1985 à 1998)
- Pierre Curzi (1998 à 2007)
- Raymond Legault (2007 à 2013)
- Sophie Prégent (2013- à 2023)
- Tania Kontoyanni (2023-)